# لوپرورلین
لِوپرورِلین(به انگلیسی: Leuprorelin) یا لوپرلاید با نام تجاری لِئوپرومِر در ایران٬ یک آنالوگ هورمون آزادکننده گنادوتروپین است که در درمان سرطان پروستات بکار برده می‌شود.

## مکانیسم اثر
لوپرلاید به عنوان آگونیست در گیرنده‌های GnRH درون هیپوفیز عمل می کند بدین‌صورت‌که با ایجاد وقفه در تحریک ضربانی طبیعی (قطع) در گیرنده‌های هرمون رهاکننده گنادوتروپین یا GnRH، به طور غیر مستقیم به سقوط ترشح گونادوتروپین‌های ال‌اچ (هورمون لوتئیزه کننده LH) و اف‌اس‌اچ (هورمون محرک فولیکول FSH)، منجر به هیپوگنادیسم و کاهش در سطح استروژن و تستوسترون در هر دو جنس نر و ماده می‌گردد.

## کاربرد بالینی
امروزه انواع LH-RH آنالوگ، مانند لوپرولاید را می‌توان در درمان سرطان‌های پاسخ‌دهنده به هورمون مانند سرطان پروستات و سرطان پستان، مشکل و بیماری‌های وابسته به استروژن (مانند اندومتریوز و فیبروئید رحم)، برای درمان بلوغ زودرس، و برای کنترل تحریک تخمدان مورد استفاده قرار در لقاح آزمایشگاهی (IVF) بکار گرفت.
داروی حاوی لوپرورلین به عنوان یک درمان برای کاهش میل جنسی در بچه‌بازها و موارد دیگر از انحراف جنسی تست شده و استفاده می‌شود.
لوپرلاید همچنین در دست بررسی برای استفاده احتمالی در درمان بیماری آلزایمر خفیف تا متوسط است.

## تاییدیه‌ها
- لوپرون(Lupron) برای تزریق زیر جلدی٬ نخستین بار توسط سازمان غذا و داروی امریکا برای درمان سرطان پیشرفته پروستات در ۹ آوریل سال ۱۹۸۵ به تصویب رسید.
- ویادور(Viadur) ایمپلنت زیر جلدی٬ برای اولین بار توسط اف‌دی‌ای (FDA) برای درمان تسکینی سرطان پیشرفته پروستات در تاریخ ۶ مارس ۲۰۰۰ تایید شد. شرکت بایر پاسخگوی سفارش‌های آن است.
- اِلیگارد(Eligard) برای تزریق دپوی زیر جلدی٬ برای اولین بار توسط FDA برای درمان تسکینی سرطان پیشرفته پروستات در تاریخ ۲۴ ژانویه سال ۲۰۰۲ تصویب شد.
- لِئوپرومر(Leupromer ®) برای تزریق دپوی زیر جلدی٬ دومین داروی تزریقی در جهان است که برای درمان تسکینی سرطان پروستات پیشرفته، اندومتریوز و فیبروئید استفاده می شود. این دارو ساخت شرکت ایرانی واریان دارو پژوه بوده و توسط وزارت بهداشت، درمان و آموزش پزشکی ایران در سال ۲۰۰۸ تایید شده است.[۱۰]